# Peixe-anjo-manga
O peixe-anjo-manga (Centropyge shepardi), é uma espécie de peixe-anjo restrita do norte do Oceano Pacífico, no passado, acreditava que se fosse uma variação geográfica do peixe-anjo-fogo (C. loriculus), mas com estudos taxonômicos aprofundados, descobriu-se que se tratam de uma espécie totalmente distinta. O peixe-anjo-manga foi descrito em 1979 pelo ictiólogo americano John E. Randall e Fujio Yasuda, ictiólogo japonês.
O peixe-anjo-manga é nativo do norte do Oceano Pacífico, sendo restrito aos recifes das Ilhas Marianas e Ogasawara, além de apresentar uma possível população estável em Palau.
Por ser um peixe de distribuição restrita, raramente é coletado para fins ornamentais, quando a espécie é recebida nas lojas, pode chegar a valer mais de 500 euros.